# آنتونیو ماروولی
آنتونیو ماروولی (انگلیسی: Antonio Marovelli; ۴ ژوئیهٔ ۱۸۹۶ – ۱۳ اوت ۱۹۴۳) ژیمناست هنری اهل ایتالیا بود.